# Conseil municipal de Québec
Salle du conseil
Hôtel de ville de Québec
Le conseil municipal de Québec est constitué du maire de Québec et de 21 conseillers représentant chacun un district électoral. Dans chacun des six arrondissements de la ville, l'un des conseillers élus dans cet arrondissement en est également le président. Le conseil siège à l'Hôtel de ville de Québec.

## Fonctionnement

### Maire
Le maire siège au Conseil comme les autres conseillers et ne préside pas celui-ci. Cependant, le maire est d'office le président du comité exécutif, du conseil d'agglomération et de la Communauté métropolitaine de Québec.

### Conseillers
Le territoire de la ville de Québec est découpé en 21 districts municipaux qui possèdent chacun leur conseiller. Les élections ont lieu à date fixe aux 4 ans. La dernière élection générale a eu lieu en novembre 2021. Les conseillers sont élus au suffrage majoritaire à un tour. Le maire est élu séparément des conseillers.
Lors des élections du 1er novembre 2009, le nombre de districts électoraux, et donc de sièges au conseil, est passé de 37 à 27. Pour l'élection municipale de 2013, ils passent de 27 à 21.

## Composition[2]
Le conseil municipal est formé de 21 conseillers municipaux et du maire, pour un total de 22 personnes qui y siègent. Si jamais un vote devait se tenir et que le résultat était égal (ce qui est largement improbable dans le contexte actuel), la motion en question est considérée rejetée. 
| Parti politique | Parti politique        | Initiales | Chef                   | Sièges              |
| --------------- | ---------------------- | --------- | ---------------------- | ------------------- |
|                 | Québec forte et fière  | QFF       | Bruno Marchand (maire) | 12                  |
|                 | Québec d'abord         | QDA       | Claude Villeneuve      | 5                   |
|                 | Équipe Priorité Québec | EPQ       | Patrick Paquet         | 2                   |
|                 | Transition Québec      | TQ        | Jackie Smith           | 1                   |
| Total           | Total                  | Total     | Total                  | 22 - 2 indépendants |

### Membres actuels[4]
Pour les abréviations, voir la légende dans le tableau précédent. 
Les conseillers avec le nom inscrit en caractères gras sont les présidents de l'arrondissement. 
| Maire          |
| -------------- |
| Bruno Marchand |

| Chef de l'Opposition officielle |
| ------------------------------- |
| Claude Villeneuve               |

| Arrondissement                 | District                        | Conseiller/ère              | Parti | Parti |
| ------------------------------ | ------------------------------- | --------------------------- | ----- | ----- |
| 1 La Cité-Limoilou             | Cap-aux-Diamants                | Mélissa Coulombe-Leduc      |       | QFF   |
| 1 La Cité-Limoilou             | Montcalm -Saint-Sacrement       | Catherine Vallières-Roland  |       | QFF   |
| 1 La Cité-Limoilou             | Saint-Roch -Saint-Sauveur       | Pierre-Luc Lachance         |       | QFF   |
| 1 La Cité-Limoilou             | Limoilou                        | Jackie Smith                |       | TQ    |
| 1 La Cité-Limoilou             | Maizerets-Lairet                | Claude Villeneuve           |       | QDA   |
| 2 Les Rivières                 | Vanier -Duberger                | Alicia Despins              |       | QDA   |
| 2 Les Rivières                 | Neufchâtel-Lebourgneuf          | Patricia Boudreault-Bruyère |       | QDA   |
| 2 Les Rivières                 | Les Saules-Les Méandres         | Véronique Dallaire          |       | QDA   |
| 3 Sainte-Foy–Sillery–Cap-Rouge | Saint-Louis-Sillery             | Maude Mercier-Larouche      |       | QFF   |
| 3 Sainte-Foy–Sillery–Cap-Rouge | Plateau                         | David Weiser                |       | QFF   |
| 3 Sainte-Foy–Sillery–Cap-Rouge | Pointe-de-Sainte-Foy            | Anne Corriveau              |       | QDA   |
| 3 Sainte-Foy–Sillery–Cap-Rouge | Cap-Rouge-Laurentien            | Louis Martin                |       | IND   |
| 4 Charlesbourg                 | Saint-Rodrigue                  | Claude Lavoie               |       | QFF   |
| 4 Charlesbourg                 | Louis-XIV                       | Marie-Pierre Boucher        |       | QFF   |
| 4 Charlesbourg                 | Les Monts                       | Éric-Ralph Mercier          |       | ÉPQ   |
| 5 Beauport                     | Sainte-Thérèse-de-Lisieux       | Jean-François Gosselin      |       | QFF   |
| 5 Beauport                     | Chutes-Montmorency -Seigneurial | Stevens Melançon            |       | ÉPQ   |
| 5 Beauport                     | Robert-Giffard                  | Isabelle Roy                |       | IND   |
| 6 La Haute-Saint-Charles       | Lac-Saint-Charles-Saint-Émile   | Steeve Verret               |       | QFF   |
| 6 La Haute-Saint-Charles       | Loretteville-Les Châtels        | Marie-Josée Asselin         |       | QFF   |
| 6 La Haute-Saint-Charles       | Val-Bélair                      | Bianca Dussault             |       | QFF   |